# Турлава
Турлава (латыш. Turlava) — населённый пункт в Кулдигском крае Латвии. Административный центр Турлавской волости. Находится у региональной автодороги P112 (Кулдига — Айзпуте — Личи). Расстояние до города Кулдига составляет около 25 км. По данным на 2017 год, в населённом пункте проживало 289 человек. Есть волостная администрация, начальная школа, дом культуры, библиотека, врач, магазин, лютеранская церковь.

## История
Ранее село являлось центром поместья Липайки (Липайкен).
В советское время населённый пункт был центром Турлавского сельсовета Кулдигского района. В селе располагалась центральная усадьба колхоза «Дзинтарс».